# Орбіта 9
«Орбіта 9» (ісп. Orbita 9) — науково-фантастичний фільм режисера Хатема Крайче, який вийшов 2017 року. Стрічка є режисерським дебютом.
Гелена з народження летить на космічному кораблі від Землі до віддаленої планети-колонії. Вона — єдиний пасажир корабля, але одного разу на нього для ремонтних робіт прибуває механік Алекс. Гелена закохується в нього, а він розказує їй всю правду про політ.

## Сюжет
Молода жінка Гелена все своє життя провела на космічному кораблі «Орбіта 9». Її батьки, як відомо з відеозапису, три роки тому здійснили самогубство, бо вийшла з ладу «киснева матриця» і на всіх трьох не вистачило б повітря. Про Гелену піклується комп'ютер корабля, Ребекка. До «Орбіти 9» пристиковується корабель з ремонтником ім'я Алекс. Він обіцяє полагодити виробництво кисню. Гелена швидко закохується в Алекса та потім проникає в його спальню, переконуючи його зайнятися сексом, оскільки це може бути її єдиною можливістю.
Коли Алекс покидає корабель, виявляється, що «Орбіта 9» розташований у лісистій місцевості на Землі. Гелена не знає, що насправді вона піддослідна у дослідженні для тривалих космічних польотів. У чотирьох комплексах вивчається, як пілотованому людиною кораблю досягнути планети Селеста, що обертається навколо Альфи Центавра, оскільки майбутні покоління не зможуть жити на забрудненій Землі. Алекс звітує вченому Г'юго про обслуговування «Орбіти 9». Потім він впадає в депресію, коли дізнається, що керований андроїдами корабель, який летів до Селести, вибухнув з 207 людьми на борту. Г'юго нагадує Алексу, що нещасні випадки неминучі.
Алекс регулярно відвідує сеанси зв'язку з психотерапевткою Сильвією. Він зізнається, що постійно думає про Гелену. Алекс наважується розповісти Гелені правду про її становище: політ триватиме до смерті піддослідних. Він приходить на «Орбіту 9», видаляє з-під її шкіри пристрій стеження та підробляє життєві показники. Потім він виводить Гелену з дослідницького комплексу та переховує в своїй квартирі. Він показує їй світ, але згодом у Гелени з'являється висип. Лікар Сяо, знайомий Алекса, встановлює, що це реакція на сонячне світло, з яким Гелена раніше не контактувала.
Поки Алекса немає, Гелена знаходить записи про те, що вона штучно вирощений клон і отже ніколи не мала справжніх батьків. Гелена розшукує людей, яких вважала батьками. Це виявляються вчені, котрі пояснюють, що піддослідні — це клони померлих два покоління тому людей, які існують кожен у єдиній копії. «Батько» Гелени за допомогою обману приковує Гелену до стільчика, але «мати» нокаутує його і дозволяє Гелені втекти, поки не прибула охорона.
Гелена повертається до Алекса, сердита через те, що він не розповів їй усього. Алекс звертається за допомогою до Сильвії, яка погоджується сховати обох у своїй квартирі. Г'юго обшукує квартиру Алекса та знаходить контактні дані Сильвії. Потім він приходить до неї та стріляє Сильвії в голову. Гелена кричить, видаючи цим своє розташування. Алекс і Гелена тікають по дахах. Оскільки Гелена ніколи не стрибала, її схоплюють, а Алексу вдається втекти.
Начальниця Г'юго, Катерін, наказує звільнити Гелену, оскільки вона тепер не становить цінності для дослідження. Алекс дізнається від Сяо, що Гелена не зможе вижити поза штучним середовищем. Алекс пропонує Г'юго угоду в обмін на побачення з Геленою. Він їде до диспетчерського центру, де його підстрелюють і схоплюють. Алекс повідомляє Г'юго новину, яку він дізнався від Сяо: Гелена на шостому тижні вагітності.
Г'юго та Катерін вирішують, що Алекс, Гелена та їхня дитина можуть жити в «Орбіті 9». Спостереження за реальним народженням і подальшим зростанням сімейної групи буде цінним внеском у проєкт колонізації Селести.
Через багато років з «Орбіти 9» виходить дівчина, яку зустрічає задоволений постарілий Г'юго. Позаду дівчини стоїть ще одна людина.

## У ролях
| Актор          | Роль    |
| -------------- | ------- |
| Клара Лаго     | Гелена  |
| Алекс Гонсалес | Алекс   |
| Белен Руеда    | Сильвія |
| Андрес Парра   | Г'юго   |
| Крістіна Ліллі | Катерін |

## Сприйняття
На агрегаторі рецензій Rotten Tomatoes «Орбіта 9» має 67 % схвальних рецензій критиків.
Згідно з рецензією Кайли Кобб із Decider, на відміну від напрочуд схожих «Пасажирів», де Джим пробуджує свою кохану від анабіозу, а потім прирікає її на смерть, Алекс усвідомлює наслідки своїх дій. Алекс далеко не бездоганний, але наприкінці отримує шанс виправити помилки. Темп змінюється від повільного до стрімкого, і є забагато темних сцен, але в основі фільму лежить приємна романтична історія.
Браян Костелло на Common Sense Media зробив висновок, що фільм найкраще підходить для підлітків та дорослих, які є фанатами серіалів «Сутінкова зона» та «Чорне дзеркало». Сюжет розвивається повільно, проте з цікавими поворотами. Попри серйозні зусилля з акторською грою, «Орбіта 9» не в змозі уникнути впливу «Космічної одіссеї», «Того, хто біжить по лезу» та «Соляриса», тому недостатньо самостійний.
Едді Страйн на Dailydot написав: «Цей напівромантичний, наполовину науково-фантастичний трилер ніколи не працює». Після початкових сцен на борту фальшивого корабля, фільм швидко стає цілком передбачуваним і непереконливим.